# Projekt 50
Das Projekt 50, Deckname Gornostai (russisch Горностай ‚Hermelin‘, nach NATO-Codename als Riga-Klasse bezeichnet) war eine Klasse von Geleitzerstörern bzw. Fregatten der sowjetische Marine.

## Geschichte

### Entwicklung und Bau
Der Auftrag für die Planung ein Mehrzweckkriegsschiff für die Sowjetunion zu entwickeln wurde 1950 erteilt. So trug die zukünftige Schiffsklasse die Bezeichnung Projekt 50. Die Planungen sollten bis 1952 abgeschlossen sein, was erst 1953 gelang. Bis 1958 wurden 68 Schiffe auf drei sowjetischen Werften gebaut. Einige wurden an verbündete Staaten geliefert, davon insgesamt vier an die Volksmarine.

### Modifikationen
Bereits wenige Jahre nach der Indienststellung wurden die Waffen zur U-Jagd modernisiert, der MBU-200- wurde durch zwei RBU-2500-U-Boot-Abwehr-Raketenwerfer ersetzt und die Torpedo- und Wasserbomben-Systeme ebenfalls aufgerüstet. Speziell die an die Volksrepublik China gelieferten und die dortigen Lizenzbauten der Riga-Klasse wurden stark modifiziert, so dass bei der Jianghu-I-Klasse ein 100-mm-Geschützturm, die Torpedorohre und Teile der Flugabwehrbewaffnung entfernt und durch Container für schwere Seezielflugkörper ersetzt wurden.

### Einheiten der Volksmarine

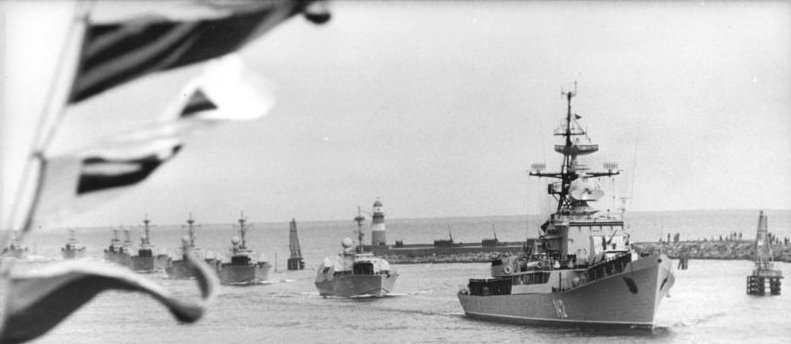
KSS Karl Marx der Volksmarine, 1974

Von 1959 bis Mitte der 1970er Jahre nutzten die Seestreitkräfte der DDR (ab 1969 Volksmarine) vier ehemalige sowjetische Einheiten: Ernst Thälmann, ex Олень (Rentier), Karl Marx, ex Тур (Auerochse), Karl Liebknecht, ex Соболь (Zobel) und Friedrich Engels, ex Енот (Waschbär).

## Technische Beschreibung

### Rumpf und Antrieb
Die Schiffe hatten einen geschweißten Metallrumpf in Längs- und Querspantenbauweise, bei dem entscheidende Abschnitte wie die Brücke, die Munitionsbunker und die Geschütztürme mit einem Splitterschutz aus 7 bis 8 mm Stahl zusätzlich verstärkt wurden. Dampfdruckturbinen vom Typ TW-9 mit insgesamt 21000 PS konnten über zwei Schrauben bei 386 Umdrehungen pro Minute das Schiff auf bis zu 29 Knoten beschleunigen. Später wurde die zulässige Höchstgeschwindigkeit jedoch auf 25 Knoten festgesetzt, um Maschinenproblemen vorzubeugen, denn es waren bei der Erprobung der Turbinen immer wieder Schaufelblätter abgerissen. Die dafür verantwortlichen Schwingungen, die bei hohen Leistungen auftraten, konnten vom Turbinenhersteller nicht beseitigt werden.

### Bewaffnung und Einsatz
Die Hauptbewaffnung der Klasse bestand aus 100-mm-L/56-Geschützen B-34, die manuell nachgeladen eine Feuergeschwindigkeit von 15 Schuss pro Minute bei einer maximalen Reichweite von etwa 22 km erreichten. Erstmals war es bei dieser Klasse möglich, alle Geschütze manuell oder über die Zentrale ferngesteuert auszurichten und abzufeuern. Der Einsatz der Hauptartillerie war bis zu einem Seegang der Stärke 6 möglich.
Zur Flugabwehr waren zwei doppelläufige wassergekühlte W-11M-Geschütze vom Kaliber 37 mm L/67 in offenen Geschützständen eingebaut. Jedes Geschütz hatte eine Bedienmannschaft von drei Soldaten und konnte eine theoretische Kadenz von bis zu 360 Schuss pro Minute erreichen. Es konnten mit entsprechender Munition Luftziele bis zu einer Entfernung von 4000 Metern bekämpft werden.
Die Torpedos waren in einem drehbaren Werfer auf dem Oberdeck montiert. Zunächst verwendete man ungelenkte 53-39-PM-Torpedos, die später durch zielsuchende Waffen ersetzt wurden. Weiterhin war ein RBU-200- oder BMB-1-U-Boot-Abwehr-Raketenwerfer eingebaut.

### Sensoren
Die Schiffe verfügten über ein Sonar vom Typ Pegas zur Suche nach U-Booten, ein Navigationsradar vom Typ Nakat-M und Feuerleitradar.